# Acalolepta flavithorax
Acalolepta flavithorax är en skalbaggsart som först beskrevs av Stefan von Breuning 1936.  Acalolepta flavithorax ingår i släktet Acalolepta och familjen långhorningar.
Artens utbredningsområde är Sarawak. Inga underarter finns listade i Catalogue of Life.